# Ilmenau
Ilmenau é uma cidade universitária da Alemanha localizada na Turíngia. A cidade se encontra a 40 km da capital da Turíngia, Erfurt. O escritor alemão Johann Wolfgang von Goethe costumava passar suas férias na cidade, onde possuia uma casa de caça, sendo esta até hoje ponto turístico da cidade.
Nela se encontra a Technische Universität Ilmenau, importante e conceituada universidade alemã.

## História
Ilmenau foi mencionada pela primeira vez no ano de 1273.
Em julho de 2018, os antigos municípios de Gehren, Langewiesen, Pennewitz e Wolfsberg foram incorporados a Ilmenau. Em janeiro de 2019, também foram incorporados os antigos municípios de Frauenwald e Stützerbach.

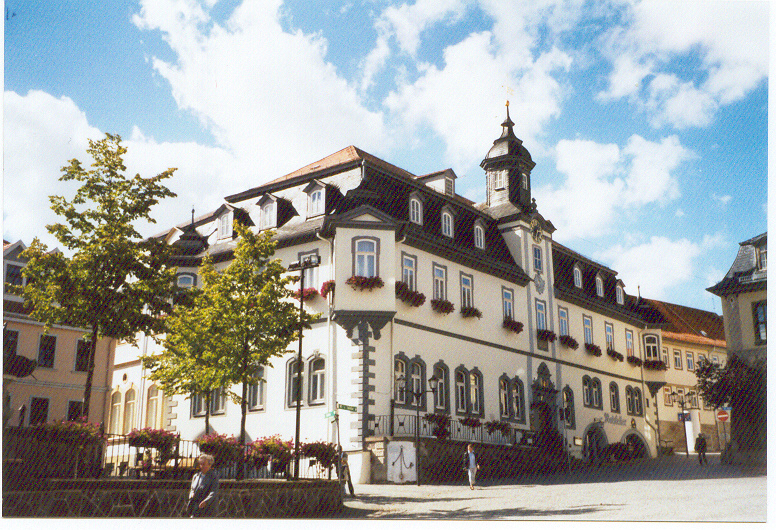
Câmara Municipal